# Каменка (Буда-Кошелёвский район)
Каменка (бел. Каменка) — посёлок в Чеботовичском сельсовете Буда-Кошелёвского района Гомельской области Белоруссии.

## География

### Расположение
В 19 км на юго-запад от районного центра и железнодорожной станции Буда-Кошелёвская (на линии Жлобин — Гомель), 34 км от Гомеля.

## Транспортная сеть
Транспортные связи по просёлочной, затем автомобильной дороге Жлобин — Гомель.
Планировка состоит из короткой прямолинейной улицы, близкой к меридиональной ориентации и застроенной редко деревянными домами усадебного типа.

## История
Основана в начале XX века переселенцами с соседних деревень. Наиболее активная застройка приходится на 1920-е годы. 1929 году организован колхоз. Во время Великой Отечественной войны в августе 1943 года оккупанты полностью сожгли посёлок и убили 6 жителей. 5 жителей деревни погибли на фронте. В 1959 году в составе совхоза «Чеботовичи» (центр — деревня Чеботовичи).

## Население

### Численность
- 2004 год — 10 хозяйств, 13 жителей.

### Динамика
- 1926 год — 26 дворов, 113 жителей.
- 1959 год — 98 жителей (согласно переписи).
- 2004 год — 10 хозяйств, 13 жителей.